# 鵼の碑
『鵼の碑』（ぬえのいしぶみ）は、京極夏彦による日本の推理小説。2023年9月14日発売。「百鬼夜行シリーズ」17年ぶりの書き下ろし長編。

## 過去作との繋がり
2006年『邪魅の雫』以来、シリーズ17年ぶりの書き下ろし長編となる。
2012年『百鬼夜行 陽』には、本作の前日譚にあたる短編「墓の火」「蛇帯」が収録されている。
2019年『今昔百鬼拾遺 鬼』には、本作の事件と同時期に起きた事件が描かれており、本作の事件への言及がある。
本作は「蛇」「虎」「貍」「猨」「鵺」の5パートからなり、各パートに過去作のエッセンスが割り振られている。また宮部みゆき曰く「百鬼夜行版アベンジャーズ」と言えるほどに過去作の登場人物が多く登場する。
「巷説百物語シリーズ」「書楼弔堂シリーズ」との繋がりを示唆する要素もある。
榎木津総一郎は、スピンオフ漫画『中禅寺先生物怪講義録 先生が謎を解いてしまうから。』で2021年に登場を果たしてから、本作でシリーズ初登場となる。

## あらすじ
昭和29年。木場修太郎<貍>は、長門五十次がかつて関わった未解決事件を聞かされる。3人が殺され、死体が消えた、まるで狸が化かしたかのような謎である。被害者夫妻の子供たちは、事件時に日光の知り合いに預けられており、助かっている。木場は桐山なる人物を探すために日光へと赴くも、そこで郷嶋郡治と遭遇し、関口<蛇>と中禅寺<猨>も来ていることを伝えられる。
益田龍一<虎>もまた、人探しの情報を求めて桐山を探す。
緑川佳乃<鵺>は、死んだ大叔父の医院を整理に来たところ、大叔父の友人だという老人・桐山に出会う。

## 登場人物

### 語り手
久住 加壽夫（くずみ かずお）
「蛇」の章の語り手。榎木津兄弟の母方の祖父である今出川翁が後援する劇団付きの脚本家。故郷は北国の雪国。
日光へは前年の初夏に訪れて以来二度目の来訪。今出川翁の指示で能楽の『鵼』を題材に採った新作を執筆中で、10日ばかり前から日光榎木津ホテルに逗留して仕事を続けている。
前回の宿泊時も自室を担当した登和子から明朗さが失われていることが気になって事情を問い但し、彼女から幼少期に父親を殺害していたことを思い出したと云う告白を受ける。旅舎に居辛くなって外出した時に憾満ヶ淵で関口に出会い、彼と言葉を交わすうちに好感を抱いて登和子の秘密に関して相談し、2人でその事件について調べ始める。
御厨 冨美（みくりや ふみ）
「虎」の章の語り手。寒川薬局に勤務する薬剤師で、30歳前の戦争未亡人。住居は五反田。
生い立ちはかなり不幸で、継母に虐待されて家を追い出され、結婚して子供ができた途端に旦那は徴兵されて戦死、幼い我が子も東京大空襲で逃げ惑っている間に栄養失調で亡くしている。戦後、露頭に迷っていた所を秀巳に助けられ、彼の全面的な援助を受けて薬学の専門学校女子部に入学、昭和24年から始まった国家試験に合格して、久遠寺医院が廃業する直前の昭和27年から寒川薬局に勤めている。
生来、楽天的な性格で、怪しい予感に対して無頓着に振る舞う傾向がある。話下手で要点を要領良く他人に伝えることが苦手。結婚などの局面で真面目になれない性質で、秀巳から求婚を受けていたものの、返事を有耶無耶にしていた。
1月に失踪した秀巳から1箇月以上も何の連絡がないことから、黒川玉枝に紹介された薔薇十字探偵社へ雇い主の捜索を依頼。秀巳だけでなく、彼と縁のある笹村市雄もまた消息不明だと判明したことで、日光へ調査に赴く益田に同行することを決める。
木場 修太郎（きば しゅうたろう）
「貍」の章の語り手。警視庁麻布署刑事課捜査一係の刑事。元は警視庁本庁に配属されていたが、ほぼ毎月のように問題を起こし、6月の伊豆での事件の際に起こした服務規定違反のために麻布署に異動させられた。
退官した元相棒の長門のために私的に催した壮行会の席で、20年前の昭和9年に芝東照宮の裏手で起きたという未解決殺人事件の話を聞き、詳しい話を上司の近野に質問する。そして近野から同時期に起きた未解決の放火殺人事件との関連性を教えられ、有給休暇を取らされて放火殺人の遺族が引き取られた日光へと向かう。到着後、郷島が追っていた登和子と出会ったことで、成り行きで彼女の過去の殺人についても調べることにする。
築山 公宣（つきやま こうせん）
「猨」の章の語り手。学僧を自称し、縁あって某寺院に拾われて宝物殿で学芸員紛いのことをしている。
信仰し、修行し、布教し、救済することを僧侶としての理想の在り方と考えており、短期間ではあるが延暦寺で修行した経験もあるが、実家の寺が経営破綻して廃寺になり、信仰では借財は返せず、社会と切れた真の意味での出家も出来ず、夢が潰えた時に挫折して真の意味での信仰を見失ってしまう。僧として修行し、教義も学んでいるが、寺を持たないために檀家と向き合ったことがなく、己の信仰が衆生を救う具体的なイメージをいまだ持ち得ていない。戦中は当たり障りのない善行の在り方や不殺生戒を説いたせいで、厭戦思想だと謂われて非国民と罵られたことがある。
中禅寺とは戦後に知り合い、当時教師だった彼に、東京で迷妄の徒に関わり難渋していたのを救われて以来の友人。
昨年より輪王寺に委託され、文化財保護法制定に端を発する山内整備で偶然護法天堂の裏手土中から発見された長持に入っていた、7つの倹飩箱に収められていた古文書と経典の整理と調査をしており、協力者として中禅寺と仁礼を呼び寄せる。ある日の仕事帰りに不審な行動をしている秀巳と出会い、旧尾巳村で行われていた研究に関する推論を聞く。
緑川 佳乃（みどりかわ かの）
「鵺」の章の語り手。地方の大学の医学部基礎医学科研究室に助手として勤務する医師。人間相手に命の遣り取りをして生殺与奪の権を握るのが嫌だと、臨床ではなく基礎医学を専門として研究に携わる。中禅寺・関口・榎木津は女学校時代の知人。雛人形のように華奢で綺麗な女性で、30代半ばながら小柄で顔の造りが稚く禿のように前髪を切り揃えているので少女のように見える。独身。
20年以上音信不通のままだった大叔父の猪史郎が昭和28年の夏に死亡し、無縁仏として処理される寸前で連絡を受ける。年度末の繁忙期を避けて遺骨を引き取りに日光を訪問、生前に大叔父が運営していた旧尾巳村の診療所を訪れる。その際に10年以上ぶりに関口と再会し、整理中だった当時のカルテから桜田家の診療記録と登和子の記憶に差異を認める。

### シリーズレギュラー
関口 巽（せきぐち たつみ）
不運な小説家。「蛇」の章から登場。
中禅寺と榎木津のご相伴に与って無償で日光榎木津ホテルに逗留中。新作を執筆することもなく、憾満ヶ淵で並地蔵の数を数えていた所で久住に声を掛けられ、彼がホテルの担当メイドの登和子から聞いた殺人について相談を受ける。今回もまた半ば望んで面倒ごとに巻き込まれ、榎木津から逃げる意味もあって久住と共に事件を調べ始める。
中禅寺 秋彦（ちゅうぜんじ あきひこ）
中野の古書店「京極堂」の店主。「猨」の章から登場。
築山から協力を頼まれて輪王寺で古文書古記録の調査を行っており、3つ目の倹飩箱の中から日本最古とされる天海蔵収蔵の『新刻出像官板大字西遊記』よりも古い『西遊記』の写本らしき古文書を発見する。輪王寺の僧や東照宮の神職とも交流があり、国宝や重要文化財の閲覧が容易に許されるほどに信用されている。
益田 龍一（ますだ りゅういち）
薔薇十字探偵社の主任探偵。「虎」の章から登場。
日光へ旅行中の榎木津に代わって御厨から秀巳の捜索依頼を請ける。調査の過程で秀巳が最近市雄と交流し、同時期に日光に滞在していたことを突き止め、キリヤマなる人物を捜索すべく御厨と共に日光へ向かう。
郷嶋 郡治（さとじま ぐんじ）
公安調査庁の調査官で元公安刑事。かつては内務省の特務機関に所属して陸軍中野学校の創立にも関わった。刑事時代は「蠍」と謂われ、腕利きとして知られていた。組織として解体された軍や内務省が残した危険物を密かに捜して処分する職務に就いている。「貍」「鵺」の章から登場。
日光山中の旧尾巳村の転居エリアを探っており、田端勲に関する情報を得ようと自殺未遂を繰り返す実娘の登和子を追跡している時に木場と再会（貍）。その後、村で診療所を開いていた緑川猪史郎の唯一の親族で姪孫に当たる佳乃に接触する（鵺）。
鳥口 守彦（とりぐち もりひこ）
三流カストリ雑誌の記者。
益田に頼まれて20年前に死亡した秀巳と市雄の親について調査を行い、生前の笹村伴輔が記事にしようとしていたのが理化学研究所の原子爆弾研究に関わるものではないかと考える。また、寒川英輔の研究についても調べ、日光山國立公園選定委員會の案内人だったと云う桐山老人の存在に辿り着く。
榎木津 礼次郎（えのきづ れいじろう）
薔薇十字探偵社の探偵長。他人の記憶が視える特殊な体質を持つ。
仕事で輪王寺に呼ばれた中禅寺に同行して日光へ旅行中。基本的に庭球をして寝ているだけで、いつも通りに関口を苛めるだけでなく、彼と一緒にいた久住にも目を付けて遊びに誘う。だが、丑松の記憶を視たことで今回の事件の真相を「ジャンケンのようなもの」と見破り、個々の事件が解決しないのはあいこが繰り返されている状況だからだと語る。
青木 文蔵（あおき ぶんぞう）
警視庁本庁刑事部刑事課の刑事で、木場の後輩。木場と同じく伊豆の一件で小石川署管轄の交番に異動していたが、前年のうちに本庁に復帰している。

### 日光榎木津ホテル
榎木津 総一郎（えのきづ そういちろう）
日光榎木津ホテルのオーナー。礼次郎の兄。
倫子の素性を調べにホテルに来た木場に応対し、寛永堂経由で仏像の売り込みをかけてきた市雄から頼まれて彼女を雇ったことを話す。
桜田 登和子（さくらだ とわこ）
日光榎木津ホテルに勤めるメイド。昭和7年生まれの22歳。2人の父親と母親を亡くし、病気と痴呆を患う祖母は駅近くの小橋病院に入院中で、仕事のため2人の異父弟妹は遠縁の寛永堂に預けている。
一寸慎重過ぎるきらいがあって人より少し時間は掛かるが、仕事は丁寧。だが、重度の蛇恐怖症を患っており、にょろにょろしているものなら縄や紐でも凡て蛇に見えてしまうので、帯も締められず腰紐も結べない。そのために和装が出来ず、紐が少ない洋装で仕事が出来るメイドとして働いている。
以前は要領は悪いが明るく生真面目そうな印象だったが、蛇恐怖症になった理由を知ろうと記憶を辿ったところ、倫子が持っていた龍脳の匂い袋の記憶が契機となって「帯だと思って蛇を摑んでしまったような記憶」を取り戻し、6歳の時に首を吊って死んだと思い込んでいた実父を実際は母親が絞殺していて、それを自分がを手伝ったことまで思い出す。16年間も犯罪行為を忘れて生きて来たことへの罪悪感から明朗さを失っている。
奈美木 セツ（なみき セツ）
日光榎木津ホテルに勤めるメイド。過去に二度、榎木津や中禅寺が関わった事件に巻き込まれて失職しており、日光榎木津ホテルに再就職する。
少々お節介で詮索好きと云う点を大目に見れば、寧ろ親しみ易くて気の良い働き者なのだが、兎に角お喋りで、その上に極めて勤勉かつ懸命にしていても粗忽で色々と雑な性分。関口の部屋の担当なのだが、いつも直したシーツが皺になっている。新人の倫子より僅かに勤務歴は長いが、彼女の方が仕事が出来るために未だに新米扱いを受けている。
関口の部屋の担当者。登和子について調べる久住達に、恐怖症を治すには原因を突き止める必要があると助言したことを語る。
笹村 倫子（ささむら みちこ）
日光榎木津ホテルの新人メイド。非常に要領が良く、非の打ち所のない人物で、採用されてまだ数箇月だが、既にセツより仕事が出来る。両親は死去しており、12歳も年齢の離れた兄が一人いる。
日光榎木津ホテルへ仏像を納品している兄の紹介で、昭和28年の秋からホテルに採用されて働いている。

### 寒川薬局
寒川 秀巳（さむかわ ひでみ）
寒川薬局の店主で薬剤師。独身で40歳過ぎくらい。非常に常識的、且つ理性的な人物。
若い頃は薬学で身を立てようとしていたが、父が残した莫大な借金を返済するために相続した全財産を処分し、ほぼ無一文となっても苦学生として学業を修めたものの、経済的な理由から研究者の道を諦め、さらに戦争に追い討ちをかけられて、結局薬屋に落ち着いた。
昭和28年9月に1箇月の休暇を取って20年ぶりに父が死んだ日光の山中を訪れ、事故現場の崖で燃える碑を発見。10月になる前には東京に戻るが、薬局の仕事には戻らず自室に籠り切りになり、12月に「父は虎の尾を踏んだのかもしれない」という言葉を残して失踪してしまう。
可児 卓男（かに たくお）
寒川薬局の経理と在庫管理の担当者。年齢は45、6歳だが、体格が貧弱で押しが弱い性格なので30歳そこそこにしか見えず、最近生やした顎髭も付け髭をした子供のように見える。10歳以上年下の寺尾にいつもやり込められている。クリスチャン。善良な一市民を自称するが、何かと陰謀輪を口にする癖があり、戦中は活動家扱いされて特高警察に拘束されたことがある。
寺尾 美樹子（てらお みきこ）
寒川薬局の薬剤師。御厨と同じく戦争未亡人。未だ30歳前だが、40歳過ぎに見える。悪気はないが口が悪く、何でもズケズケと云う。法華宗。

### 古文書鑑定の関係者
仁礼 将雄（にれ まさお）
築山の大学の後輩。専攻は古代の社会制度史で、現在は築山が師事していた史学科教授の助手をしている。機知に富み人当たりも良い青年ではあるが、勉学研究に人生を賭しているようなところがあり、朴念仁でこそないが、酒も飲まず夜遊びにも行かない。古文書古記録以外に赤本漫画や少女小説も収集し、歌劇や活動の鑑賞も趣味とする。
中中の秀才で、古文書の扱いにも慣れているので、小峯荘に宿泊しながら1箇月間の期限付きで築山と中禅寺の仕事を手伝う。
安田（やすだ）
築山たちが作業場にしている輪王寺の建物の管理や雑用全般を任されている初老の婦人。13年前に肝臓を患って死別した酒好きの夫は、源助や嘉助、勲と遊び回っていた鼻抓み者だった。息子夫婦は東京大空襲で亡くなり、孫も戦死して天涯孤独の身の上で、寺務職から温情を受けて暮らしている。
10日ほど前から溝や軒下や地べたを拝む怪しい男が付近に出没していることを不気味に思い、呪われているのではないかと疑って寝付きが悪くなっている。

### 20年前の事件関係者
笹村 市雄（ささむら いちお）
下谷在住の仏師。近所でも愛想の良い好人物と評判。能の小面のような顔立ちで、白木綿を宝冠巻きにして、背中に梵字を一文字染め付けた白い羽織を着ている。
20年前に両親を殺害され、生まれたばかりの妹と共に生家の多西村から日光の桐山老人の許へと引き取られ、電気も電話も通っていないような山中で育つ。戦後、仏師になってからも山で暮らしながら月に一度ほど寛永堂へと通う暮らしを続けていたが、3年ばかり前に下谷の一軒家に引っ越してきた。
仏壇に収める程度の大きさから、より小さい念持仏など、小さな仏像の作製を得意としている。腕も良くて仕事も順調だったようで、僧侶や老人が下谷へ引っ切りなしに依頼に来ていて、家にいる限りは鑿の音がしない日はなかったと云う。寛永堂の伝手で日光榎木津ホテルとも取引きがあり、日光三山に因んだ阿弥陀如来、馬頭観音、千手観音を納品しており、その仕事が評価されて憾満ヶ淵に因んだ不動明王像を製作中。平均すると2箇月に一度、仏像を1体仕上げる度に、3日から1週間ほど家を空け、勉強も兼ねて関東近郊の神社仏閣を廻っていた。また、年に数回は日光を訪れ、田貫屋に連泊して山を巡っている。
両親の死に関わっている可能性があった寒川英輔の墓参りをした際に秀巳と出会う。昭和28年9月から日光の方へ旅行しているらしく、年が明けてもまだ下谷には戻っていない。秀巳の失踪や20年前の遺体消失に関する情報を知っている可能性があり、益田と木場が探している。
寒川 英輔（さむかわ えいすけ）
寒川秀巳の父で植物学者。故人。専門は植物病理学で、帝國大學農科大學の植物病理学講座で白井光太郎から指導を受け、主に土壌や水の成分、細菌、放射線といった環境が植物に与える影響について研究していた。大学には勤務していなかったが、代代の資産家だったことに加え、人徳があり学績への評価も高かったために多くの者から資金提供を受けており、就労することなく研究が出来ていた。在野の碩学として学会誌などには能く論文発表されていたが、名を成す前に死亡した。
20年前、日光一帯が国立公園に指定される際の事前調査団の一員として日光に派遣されていたが、昭和9年6月25日の午前中に日光山中で暮らす者でも入らない魔所の崖から転落死。他に外傷はなく事故そのものには不審点はなかったが、同日の正午に通報があった後で何者かが一旦遺体を持ち出し、事故から1日近く経った26日の午前4時30分頃、何者かの手で事故現場から30分も離れていない村外れの診療所に遺体が運び込まれた。
笹村 伴輔（ささむら ともすけ）
小新聞「一白新報」の記者。故人。大正8年に新聞社を引き継ぎ、体制批判的な記事を多く載せるようになったため、特高警察に目を付けられていた。多西村に居住。
共産主義活動家からの情報提供で、事件の直前まで理化学研究所に関する大きな事件を追いかけていたが、昭和9年6月25日の事件で心臓を一突きにされて殺害され、妻と共に死体を焼かれてしまう。
両親に当たる与次郎・小夜夫婦は『後巷説百物語』に登場。
笹村 澄代（ささむら すみよ）
伴輔の妻。栃木県上都賀郡出身。珠代（たまよ）と云う妹が居る。昭和9年の事件で、腹を刃物で刺されて殺害される。
桐山 勘作（きりやま かんさく）
日光山中で暮らす日光派のマタギ。20年前に日光山國立公園選定準備調査団の案内人を務めた。生前の笹村夫妻から子供達を預かり、彼らが成長するまで育てていた。また、診療を受けたことはないが、猪史郎とは10年ほど前から交友があり、診療所を訪れた佳乃を見かけ、彼を偲んで声を掛ける。
20年前の事件や寒川秀巳の失踪に関わる人物として、益田と木場が所在を探している。

### その他日光の住民
田端 勲（たばた いさお）
登和子の実父で妙子の最初の夫。漆塗り職人で、妻の父の孝治（こうじ）が師匠だった。故人。昭和13年3月6日に納屋で首を吊って自殺したとされるが、登和子が思い出した記憶によれば、妻と娘の手で締め殺されたと云う。
初めのうちは真面目だったが、仕事が雑で腕は悪かったので寛永堂との取引きを打ち切られ、開戦の10年ほど前から徐々に仕事が減っていたために貧乏で、死ぬ1、2年前からは全く仕事を為ていなかった。喰うに困って世を拗ねて、浮気して女に溺れたとされ、登和子の記憶では、娘が愛人の存在を妻に話してしまったことで、仕事もせずに酒ばかり呑むようになるばかりか娘に暴力を振るうようになり、怒った妻が娘に手伝わせて酔ったところを博多帯で締め殺したとされる。
桜田 妙子（さくらだ たえこ）
登和子の母親。故人。旧姓は浅田。昭和27年11月に結節性甲状腺腫を患って死亡している。
登和子の記憶によれば、16年前に浮気がばれて娘にまで暴力を振るうようになった勲に耐えかね、6歳の登和子に博多帯の端を持たせて夫を絞殺したと云う。
桜田 裕一（さくらだ ゆういち）
登和子の継父。故人。真面目だったが影が薄く、病弱で徴兵検査にも落ちている。昭和19年9月に脳血管障碍が原因の卒中で死去している。
徳山 丑松（とくやま うしまつ）
尾巳集落に奥に住む平膳の漆塗り職人。50絡みの日焼けした男。妻の滋子（しげこ）との間に昌夫（まさお）と忠夫（ただお）と云う息子が2人いるが、漆塗りの仕事が先細りのため、足利で砂防工事の仕事をしている。
登和子の実家が近所にあり、桜田家の祖母が入院した際には息子2人と大八車で病院まで連れて行かせた。
田上 祥治（たのうえ しょうじ）
商人宿「田貫屋」の主人。妻は前年に死去し、子供は東京で暮らしていて、手が足りている訳ではないが女中も雇っていないので、一人で宿を切り盛りしている。自分のことはぺらぺら喋るが、伝言が苦手な性質で、正しく伝えようと云う重圧で緊張して体が傾いてしまう癖がある。
小峯 源助（こみね げんすけ）
民宿「小峯荘」の主人。70歳くらい。大津から代々百姓をしていた小峯家に婿養子に入るが、子供はできないまま30年ほど前に妻とは死別。戦前から無駄に広い家に工事人や行商人を偶に泊めており、元々畠仕事が嫌で百姓が苦手だったこともあって、5、6年前に旅館業法が出来たのを契機に簡易宿所として申請した。若い頃は酒飲みのろくでなしで、鼻抓み者たちと連んでいたが、後述の契機で生活を改める。
信心は薄く、妻の墓参りにも行かなければ、東照宮へは50年間で2、3回しか参拝していない。庚申講に馴染みはあるが、日吉大社の氏子と云う訳でもない。しかし、以前目撃した光る猿を山王権現の神使だと信じ込み、以降猿を追い払うことが出来なくなり、庭も台所も荒らされているが、玄関の下駄箱の上には三猿の置物を置いている。神使の猿を撃ち殺した嘉助が数箇月もせず死亡したのを教訓に自堕落な生活を改め、部屋の改装や料理の勉強などをしてみたが、宣伝をしていないので客はあまり来ない。
石山 嘉助（いしやま かすけ）
日光の大工。故人。博打好きのろくでなしで、朋輩組の仕事もせずに自堕落に暮らしており、兄貴分の云うことも聞かない破落戸だった。鉄砲撃ちの免状か何かを持っていて、家を荒らす猿を撃っていた。だが、昭和12年の9月頃に大根を齧った光る猿を鉄砲で撃ち殺し、それから僅か数箇月で泥酔した上で用水路の溝に転落して死亡したことから、一部では神使を殺した祟りだと噂される。
浅田 兵吉（あさだ へいきち）
仏具屋「寛永堂」の主人。温厚を絵に描いたような、小太りで丸顔の30代半ばの男。若く見えるが自分より齢上で体型の似た妻の多恵（たえ）と2人暮らし。昭和28年に死去した先代で父の悟朗（ごろう）は妙子の従兄弟にあたる。一人息子は戦中に死亡、兄と弟は戦死して、父母も戦後に相次いで亡くなっている。
現在は遠縁の登和子から頼まれて、彼女の幼い弟妹を預かっている。
緑川 猪史郎（みどりかわ いしろう）
佳乃の大叔父で、旧尾巳村の山中にある診療所を営んでいた町医者。故人。出身は青森県。生涯独身で、兄も甥も早くに亡くしているため、家族や血縁は佳乃だけとなっていた。佳乃の幼い頃は年に数度顔を見せていたが、20年以上も音信不通になっていた。
早くに故郷を出て、元々は理化学研究所に在籍していたが、職場の人間が進めている研究が日本や世界のためにならないと学問的な見解から相容れず、研究所を辞め、立ち退いた腕の悪い野鍛冶の小屋を流用して診療所を営んでいた。一種の裏切り行為だったために元の場所には戻れず、他の道も閉ざされてしまい、戦中は番人のように診療所で何かを守っていたが、戦後は何の意味もないものになったため惰性で診療所に留まっていた。昭和28年の夏前に死去するも、佳乃に情報が伝わったのは秋になってからだった。

### 警察関係者
長門 五十次（ながと いそじ）
元警視庁本庁刑事部刑事課の刑事。警視庁に奉職して40年のベテランだったが、昭和29年2月半ばの警察制度改正要綱採択に合わせて司法警察官を退職。木場は刑事人生最後の相棒で、お目付け役を任されていた。妻とは17年前に死別して、以降は独身。
木場達が催した自身の壮行会の席で、己が遺体に対して最初に念仏を唱えた、昭和9年6月に芝公園で発生した不可解な未解決殺人事件について木場に語り、その頃からの知り合いで木場の今の上司である近野に自発的に話を聞きに行くよう誘導する。
伊庭 銀四郎（いば ぎんしろう）
元警察官。戦前は長野県警察に奉職していたが、開戦を機に一旦退職し、戦後になって東京警視庁に再雇用され、昭和26年に退職した。現役時代は目筋の良さと目付きの悪さ、睨み付けて自白わせるのが巧みだったことから、「眼力の伊庭銀」の二つ名で呼ばれていた。
前年に長野県警時代に解決できなかった事件に再び関わり、その際に人違いから木場と知遇を得た。現役時代の同僚だった長門が遂に退職すると云うことで、壮行会に参加する。
長谷川（はせがわ）
麻布署捜査一係の刑事。痩せぎすなのにいつも大きめの背広を着て、亜米利加の歌手のように油をつけて髪を後ろに撫で付けている。木場からは特に意味もなく「ゲジ」と呼ばれている。
近野 諭（ちかの さとし）
警視庁麻布署刑事課捜査一係の係長。五分刈りの胡麻塩頭で、50歳は超えているが、頑丈そうで図体が大きく、鍛えているので若く見え、柔道や空手の有段者なので見た目通りに強い。若い頃は相当な跳ねっ返りだったらしく、ただの叩き上げではない苦労人だとされている。強盗犯一筋。20数年前は芝愛宕署に配属されていた。
昭和9年の芝公園の事件で一番最初に現着して本庁を呼ぶよう指示した警察官。死体が消えた後も独自に徹底的に喰い付き、消えた死体のうち2体は多西村で焼死体として発見された笹村夫妻のものではないかと推論を立てるが、事件に深入りしたせいで高尾山の方の駐在所に4年間も左遷された。その縁で長門とは毎年年賀状を遣り取りする程度の仲が続いている。
木場のことは買っていて、暴走癖に対して小言は云うものの、解雇せずほぼ野放しにしている。長門から聞いた20年前の芝公園の事件について聞きに来た木場に、特高警察の命令で処分される前に鑑識からくすねていた現場写真を渡し、彼に強引に有給休暇を取らせ、笹村夫妻の遺児が引き取られたと云う日光へ行って捜査するよう命令する。
植野（うえの）
日光駅前交番勤務の巡査。27、8歳。太い黒縁の眼鏡を掛けた僧のような印象の青年。後々操作に役に立つかもと云う配慮で、交番を訪れた人々の話の中で事件性のありそうなものは個人的に帳面に付けている。
秀巳を探す益田と御厨に、昭和28年9月9日に交番に訪れた桐山勘作の居場所を知らないかと尋ねられたこと、同年12月30日に再訪して桐山老人を見つけたことを報告され、事故の捜査をした警官を探しに日光署に向かったことを伝える。
木暮 元太郎（こぐれ げんたろう）
栃木県警察日光署の元刑事。明治生まれで70歳過ぎの強面の老人で、短く刈り込まれた頭髪は真っ白だが、太い眉毛は黒黒としていて、声も低く嗄れているものの張りがある。小来川村在住。
自宅には祝日でもないのに日の丸を掲げ、門柱の代わりに立てられた石の柱には八綋爲宇と彫り付けられているので、周囲からは右翼思想の持ち主や国粋主義者と思われているが、戦前は兎も角、現在は戦争行為には反対の立場を取っていて、祖父の代から筋金入りの尊皇攘夷主義者だと自認している。
20年前に寒川英輔の死亡事故を扱った警察官。昭和29年1月4日に秀巳の訪問を受け、遺体を通報から1日後に診療所へ運んだのが特高警察だと疑っていること、昭和8年から旧尾巳村で理化学研究所が原子力関連の研究を行っていた可能性があることなどを語り、後日自宅を訪問して来た益田と御厨にも同様の話をする。

### その他
今出川 広彬（いまでがわ ひろあきら）
榎木津兄弟の母方の祖父。昭和5年までは宮内省で侍従職事務主管を務め、退職後は鎌倉に隠居して在野で演劇史の研究をしている。戦前は主に演劇改良運動の研究をしていたが、戦後は猿楽から能狂言、歌舞伎、新派、少女歌劇から大衆演劇、地下演劇まで視野を広げている。現代演劇にも造詣が深く、殊更小劇団には執心しており、好意的に紹介するのみならず、援助も惜しまないことで有名。
久住の劇団の後援もしており、彼に能「鵼」を題材にした新作を書くよう指示する。

## 用語
寒川薬局（さむかわやっきょく）
雑司ヶ谷にある院外処方薬局。元元久遠寺医院が経営する薬局だったが、久遠寺医院の規模縮小に伴って経営を分離、独立。暫くは専属だったが、戦後になって久遠寺医院がほぼ産科に特化したことで廃業寸前となっていた所を、薬剤師として勤めていた寒川秀巳が買い取り、近隣に出来た総合病院と提携して現在に至る。現在は店主に加えて2名の薬剤師と1名の経理係が勤務している。
一白新報（いっぱくしんぽう）
明治時代に笹村与次郎が興した小新聞。1、2人の社員と共に細々と発行していたため、発行部数も少ない。誌名は創設者の妻の養父が晩年に名乗っていた雅号に因んでいる。創刊時は主に諸国の怪談奇談を載せる大衆娯楽紙で、割にちゃんと取材して掲載していたが、大正8年に息子の伴輔が嗣いで主筆になってからは体制批判的な記事の割合が増えていた。
政権に批判的な記事を載せていたせいで特高警察から目を付けられていたらしい。20年前には理化学研究所に纏わる記事を書こうとしていた。
日光榎木津ホテル（にっこうえのきづホテル）
榎木津総一郎が昭和25年に日光で開業したホテル。造作は云うまでもなく洋風なのだが、意匠は和風で、番傘や絵扇、古めかしい書画、壺、仏像、衝立などが飾られ、要所要所には花が生けられている。そのため、和洋折衷と云うより和装の洋館のような印象で、日本人の目には異国風に感じられてしまう。客室棟と食堂やロビーのある棟は、深沙王堂前の神橋を模した橋で結ばれる。
小峯荘（こみねそう）
日光で小峯源助が営む民宿。元々は百姓をしていた源助の妻の実家で、旅館業法が出来て直ぐに申請を行っているが、それ以前から工事人や行商人を偶に泊めていた。
田貫屋（たぬきや）
日光で田上祥治が営む商人宿。元経営者の祖父が田上貫三郎（たのうえ かんざぶろう）で、その通称が田貫（タノカン）だったことに由来しているので、店舗名は「たのかんや」が正しい。創業は明治。主人によれば日光で一番廉い宿だと云う。
寛永堂（かんえいどう）
日光駅前の大通りにある古い仏具屋。ご一新前から営業している老舗。浅田家の本家が経営者で、主人夫妻以外は戦争を経て死亡しているが、遠縁である尾巳村の桜田家の他、今市にも分家がいる。
尾巳村（おみむら）
日光の町外れにある集落。以前は桜田家より奥にも30から40戸ほどの家があったが、昭和8年に1坪5000円という高額で土地が買い上げられて全世帯が転出。元々他所から移り住んだ者が多かったので地方の習俗も徹底されておらず、行政区分が変更になった訳でもないので残った地域が隣村に編入されることもなく、その後何回かの町村合併のために村の組織も明確には形成されず、その結果、共同体としての付き合いはおざなりになって相互扶助関係も希薄になっている。また、集落の奥には寺のような大きな屋敷があり、大昔に一家皆殺しが起きたと云う噂もあった。
転出があったエリアでは緑川猪史郎が営む診療所のみが機能していたが、昭和28年夏に医師が死亡して閉鎖された。廃村になった当初は何十人もの人足が来て、寺のような大きな屋敷を拠点に作業を行っていたが、実際にどのような事業が行われていたかは近隣住民でも知らなかった。
芝公園の死体消失事件
昭和9年6月に芝公園で発生した未解決殺人事件。発端は芝東照宮の裏手に男性2人、女性1人の遺体が川の字になって並べられていたと云うもの。年配の方の男は鈍器らしき凶器で頭を割られたのか頭蓋骨と頸椎を骨折していた形跡があり、もう片方の男は心臓を一突き、女は腹部を刺されていたのか血痕が残っていたとされる。見た限りでは所持品もなく、また、年配の男だけは妙に体が汚れていて、髪に草や木が付いていた。だが、現場から芝愛宕署へ運び出された筈の死体が盗まれて行方不明となり、死体検案が不可能となったために身元の確認も死因の特定も出来ず、捜査員の誰も遺体搬送係に扮していた死体泥棒の顔を覚えていなかったことで死体を見つけることも出来ず、殺人事件自体が処置なしで無効状態になったまま時効を迎えた。
事件に関わった近野は遺体を持ち去ったのは特高警察だと考えており、第一発見者のバタ屋が腰を抜かして喚き散らし野次馬が集まったせいですぐに死体を運び出せなかったと推測している。事件関係者は大戦を経てほとんど死亡したか雲隠れしており、当事者で所在が判っているのは長門と近野程度。
多西村の強盗放火殺人
昭和9年6月25日の夜中、多西村で発生した強盗放火殺人事件。被害者は一白新報の記者だった笹村伴輔・澄代夫妻で、伴輔は心臓、澄代は腹部を刺された後で遺体を焼かれていた。事件は未解決で時効を迎えたが、近野は芝公園から盗まれた遺体が笹村夫妻のものではないかと疑っている。

## 刊行背景

### 2006年～
「百鬼夜行シリーズ」は、1994年の第一作『姑獲鳥の夏』から1998年『塗仏の宴 宴の始末』まで、約3ヶ月間隔で刊行していた。しかし作者の多忙などにより刊行ペースが延び始め、『鵼の碑』は2006年『邪魅の雫』巻末でタイトルが発表されて以来、17年間にわたり発売日未定となっていた。
発売日未定の間も、作者は本作の執筆と構想を続けていた。途中で「墓の火」「蛇帯」を発表しながらも、『鵼』は構想が3回変わっており、4番目の構想が決定稿となった。
2008年には、講談社ノベルスのスタッフ代替わりに伴い、『鵼の碑』から版元を別の出版社へ移籍すること、講談社ノベルス版の増刷を中止することなどが告知されていた。しかし最終的に、講談社ノベルス版と同社単行本の同時発売となった。

### 2023年～
2023年5月、4年間務めた日本推理作家協会代表理事を退任したのを機に、約3ヶ月本腰を入れて執筆。同年7月31日、発売日が発表された。2023年は作者デビュー30周年（すなわち『姑獲鳥の夏』30周年）でもあった。
発売日が発表されると、SNS等でファンから驚きと喜びの声があがった。過去作と同様、頁数の多さによる本の厚さ、重さも話題になった。紀伊國屋書店全店では本作のためのブックカバーが用意された。広告として、東京メトロやJR西日本では車内広告、朝日新聞では全面広告が掲載された。
2023年9月14日、単行本版と講談社ノベルス版（およびその電子書籍版）が、予定通り発売された。
2024年9月13日、講談社文庫版も発売された。巻末解説は小川哲。カバーは恒例の荒井良による張り子。

## 書誌情報
- 単行本版: 講談社、2023年9月14日発売、ISBN 9784065330722
- 新書版: 講談社〈講談社ノベルス〉、2023年9月14日発売、ISBN 9784065150450
  - 電子書籍版: 講談社〈電子百鬼夜行〉、2023年9月14日発売、ASIN B0CG5853SR（文庫の電子書籍版が出たため配信終了）
- 文庫版: 講談社〈講談社文庫〉、2024年9月13日発売、ISBN 9784065362433|link=no
  - 電子書籍版: 講談社〈電子百鬼夜行〉、2024年9月13日発売、ASIN B0DBFKQ6FZ